# Miro Kadmiry
Miro Kadmiry (7 luglio 1991) è un ex giocatore di football americano finlandese, che ha giocato come quarterback e wide receiver.
Dal 2010 al 2021 ha giocato nella nazionale finlandese di football americano, con la quale ha raggiunto il terzo posto nell'Europeo 2018 e nell'Europeo 2021.
Ha vinto due volte il titolo nazionale finlandese una volta la IFAF Northern European Football League.

## Statistiche
|                                  |                                  |                | Passing        | Passing        | Passing        | Passing        | Passing        | Passing        | Passing        | Rushing        | Rushing        | Rushing        | Rushing        |
| Stagione                         | Stagione                         | G              | Att            | Com            | Int            | Pct.           | Yd             | TD             | NCAA rating    | Att            | Yd Portate     | Yd Per portata | TD             |
| -------------------------------- | -------------------------------- | -------------- | -------------- | -------------- | -------------- | -------------- | -------------- | -------------- | -------------- | -------------- | -------------- | -------------- | -------------- |
| ?-2005                           | ?                                | ?              | ?              | ?              | ?              | ?              | ?              | ?              | ?              | ?              | ?              | ?              | ?              |
| Totale Helsinki Wolverines       | Totale Helsinki Wolverines       | ?              | ?              | ?              | ?              | ?              | ?              | ?              | ?              | ?              | ?              | ?              | ?              |
| 2006                             | ?                                | ?              | ?              | ?              | ?              | ?              | ?              | ?              | ?              | ?              | ?              | ?              | ?              |
| 2007                             | ?                                | ?              | ?              | ?              | ?              | ?              | ?              | ?              | ?              | ?              | ?              | ?              | ?              |
| 2008                             | ?                                | ?              | ?              | ?              | ?              | ?              | ?              | ?              | ?              | ?              | ?              | ?              | ?              |
| 2009                             | ?                                | ?              | ?              | ?              | ?              | ?              | ?              | ?              | ?              | ?              | ?              | ?              | ?              |
| Totale Vantaan TAFT (giovanile)  | Totale Vantaan TAFT (giovanile)  | ?              | ?              | ?              | ?              | ?              | ?              | ?              | ?              | ?              | ?              | ?              | ?              |
| Totale squadre giovanili         | Totale squadre giovanili         | ?              | ?              | ?              | ?              | ?              | ?              | ?              | ?              | ?              | ?              | ?              | ?              |
| 2010                             | I-Div                            | 10             | 259            | 137            | 5              | 52.9           | 1801           | 27             | 141.85         | 92             | 589            | 6.40           | 6              |
| 2011                             | Non ha giocato                   | Non ha giocato | Non ha giocato | Non ha giocato | Non ha giocato | Non ha giocato | Non ha giocato | Non ha giocato | Non ha giocato | Non ha giocato | Non ha giocato | Non ha giocato | Non ha giocato |
| 2012                             | VL                               | 10             | 320            | 149            | 14             | 46.6           | 1761           | 12             | 96.41          | 89             | 113            | 1.27           | 4              |
| 2013                             | VL                               | 11             | 320            | 165            | 10             | 51.6           | 2355           | 31             | 139.10         | 76             | 267            | 3.51           | 4              |
| Totale Vantaan TAFT              | Totale Vantaan TAFT              | 31             | 899            | 451            | 29             | 56.4           | 5917           | 70             | 124.70         | 257            | 969            | 3.77           | 14             |
| 2014                             | GFL2                             | 14             | 281            | 142            | 7              | 50.5           | 2318           | 24             | 143.03         | 101            | 423            | 4.19           | 3              |
| Totale Hildesheim Invaders       | Totale Hildesheim Invaders       | 14             | 281            | 142            | 7              | 50.5           | 2318           | 24             | 143.03         | 101            | 423            | 4.19           | 3              |
| 2015                             | VL                               | 10             | 296            | 160            | 6              | 54.1           | 1908           | 15             | 120.87         | 52             | 114            | 2.19           | 2              |
| Totale Porvoon Butchers          | Totale Porvoon Butchers          | 10             | 296            | 160            | 6              | 54.1           | 1908           | 15             | 120.87         | 52             | 114            | 2.19           | 2              |
| 2016                             | VL                               | 5              | 73             | 38             | 3              | 52.1           | 461            | 8              | 133.05         | 20             | 11             | 0.55           | 0              |
| Totale Turku Trojans             | Totale Turku Trojans             | 5              | 73             | 38             | 3              | 52.1           | 461            | 8              | 133.05         | 20             | 11             | 0.55           | 0              |
| 2017                             | VL                               | 14             | 1              | 0              | 1              | 0.0            | 0              | 0              | -200           | 1              | 8              | 8.00           | 0              |
| 2017                             | NEFL                             | ?              | ?              | ?              | ?              | ?              | ?              | ?              | ?              | ?              | ?              | ?              | ?              |
| 2018                             | VL                               | 11             | 62             | 31             | 4              | 50.0           | 371            | 10             | 140.59         | 22             | 87             | 3.95           | 0              |
| 2018                             | NEFL                             | ?              | ?              | ?              | ?              | ?              | ?              | ?              | ?              | ?              | ?              | ?              | ?              |
| 2019                             | ?                                | ?              | ?              | ?              | ?              | ?              | ?              | ?              | ?              | ?              | ?              | ?              | ?              |
| 2020                             | ?                                | ?              | ?              | ?              | ?              | ?              | ?              | ?              | ?              | ?              | ?              | ?              | ?              |
| 2021                             | VL                               | 9              | 257            | 151            | 8              | 58.8           | 1944           | 22             | 117.90         | 26             | 13             | 0.50           | 2              |
| Totale Helsinki Roosters         | Totale Helsinki Roosters         | 34+?           | 320+?          | 182+?          | 13+?           | ?              | 2315+?         | 32+?           | ?              | 49+?           | 108+?          | ?              | 2+?            |
| Totale VL (stagione regolare)    | Totale VL (stagione regolare)    | 63             | 1224           | 646            | 40             | 52.8           | 8250           | 94             | 128.20         | 265            | 527            | 1.99           | 10             |
| Totale VL (playoff)              | Totale VL (playoff)              | 7              | 105            | 48             | 6              | 45.7           | 550            | 4              | 90.86          | 21             | 86             | 4.10           | 2              |
| Totale VL                        | Totale VL                        | 70             | 1329           | 694            | 46             | 52.2           | 8800           | 98             | 125.25         | 286            | 613            | 2.14           | 12             |
| Totale I-Div (stagione regolare) | Totale I-Div (stagione regolare) | 8              | 206            | 106            | 4              | 51.5           | 1341           | 18             | 131.09         | 71             | 514            | 7.24           | 4              |
| Totale I-Div (playoff)           | Totale I-Div (playoff)           | 2              | 53             | 31             | 1              | 58.5           | 460            | 9              | 183.66         | 21             | 75             | 3.57           | 2              |
| Totale I-Div                     | Totale I-Div                     | 10             | 259            | 137            | 5              | 52.9           | 1801           | 27             | 141.85         | 92             | 589            | 6.40           | 6              |
| Totale GFL2                      | Totale GFL2                      | 14             | 281            | 142            | 7              | 50.5           | 2318           | 24             | 143.03         | 101            | 423            | 4.19           | 3              |
| Totale NEFL                      | Totale NEFL                      | ?              | ?              | ?              | ?              | ?              | ?              | ?              | ?              | ?              | ?              | ?              | ?              |
| Totale squadre maggiori          | Totale squadre maggiori          | 85+?           | 1612+?         | 822+?          | 50+?           | ?              | 10975+?        | 127+?          | ?              | 453+?          | 1612+?         | ?              | 19+?           |
| 2010                             |                                  | ?              | ?              | ?              | ?              | ?              | ?              | ?              | ?              | ?              | ?              | ?              | ?              |
| 2011                             |                                  | ?              | ?              | ?              | ?              | ?              | ?              | ?              | ?              | ?              | ?              | ?              | ?              |
| 2012                             |                                  | ?              | ?              | ?              | ?              | ?              | ?              | ?              | ?              | ?              | ?              | ?              | ?              |
| 2013                             |                                  | ?              | ?              | ?              | ?              | ?              | ?              | ?              | ?              | ?              | ?              | ?              | ?              |
| 2014                             |                                  | ?              | ?              | ?              | ?              | ?              | ?              | ?              | ?              | ?              | ?              | ?              | ?              |
| 2015                             |                                  | ?              | ?              | ?              | ?              | ?              | ?              | ?              | ?              | ?              | ?              | ?              | ?              |
| 2016                             |                                  | ?              | ?              | ?              | ?              | ?              | ?              | ?              | ?              | ?              | ?              | ?              | ?              |
| 2017                             |                                  | ?              | ?              | ?              | ?              | ?              | ?              | ?              | ?              | ?              | ?              | ?              | ?              |
| 2018                             |                                  | ?              | ?              | ?              | ?              | ?              | ?              | ?              | ?              | ?              | ?              | ?              | ?              |
| Totale nazionale maggiore        | Totale nazionale maggiore        | ?              | ?              | ?              | ?              | ?              | ?              | ?              | ?              | ?              | ?              | ?              | ?              |
| Totale nazionale                 | Totale nazionale                 | ?              | ?              | ?              | ?              | ?              | ?              | ?              | ?              | ?              | ?              | ?              | ?              |
| Totale                           | Totale                           | ?              | ?              | ?              | ?              | ?              | ?              | ?              | ?              | ?              | ?              | ?              | ?              |

## Palmarès

### Club
- 1 IFAF Northern European Football League (Helsinki Roosters: 2017)
- 2 Vaahteramalja (Helsinki Roosters: 2017, 2018)
- 1 Spagettimalja (Vantaan TAFT: 2010)
- 1 Campionato Under-19 a 11 (Vantaan TAFT: 2008)

### Nazionale
- 1 Medaglia d'argento al Campionato europeo di football americano (2023)
- 2 Medaglia di bronzo al Campionato europeo di football americano (2018, 2021)